# 巴里·道格拉斯
巴里·道格拉斯（Barry Douglas，1989年9月4日—）是蘇格蘭的一位職業足球運動員，在場上的位置是左後衛。他曾在波蘭等國的聯賽效力，現效力於波蘭甲組足球聯賽球隊波茲南萊克，曾效力於狼隊。他也代表蘇格蘭國家足球隊參加比賽。

## 榮譽

### 球會
狼隊
- 英格蘭足球冠軍聯賽冠軍：2017–18賽季

 里茲聯
- 英格蘭足球冠軍聯賽冠軍：2019–20賽季

## 外部連結
- 90minut.pl网站上巴里·道格拉斯的资料（波兰語）
- 足球数据库：巴里·道格拉斯的球员统计数据